# Campionati mondiali di pattinaggio artistico a rotelle 1999
La XLIV edizione dei Campionati mondiali di pattinaggio artistico a rotelle (World Artistic Roller Skating Championships ), ufficialmente organizzati con tale denominazione dalla Federation International de Roller Sports (Federazione internazionale di sport a rotelle), si tenne dal 25 ottobre al 6 novembre del 1999 a Gold Coast in Australia.

## Medagliere
| Pos. | Nazione     |   |   |   | Totale |
| ---- | ----------- | - | - | - | ------ |
| 1    | Italia      | 3 | 5 | 3 | 11     |
| 2    | Stati Uniti | 3 | 1 | 1 | 5      |
| 3    | Germania    | 2 | 0 | 3 | 5      |
| 4    | Australia   | 0 | 1 | 0 | 1      |
| 5    | Spagna      | 0 | 1 | 0 | 0      |
| 6    | Giappone    | 0 | 0 | 1 | 1      |